# Shannon Kane

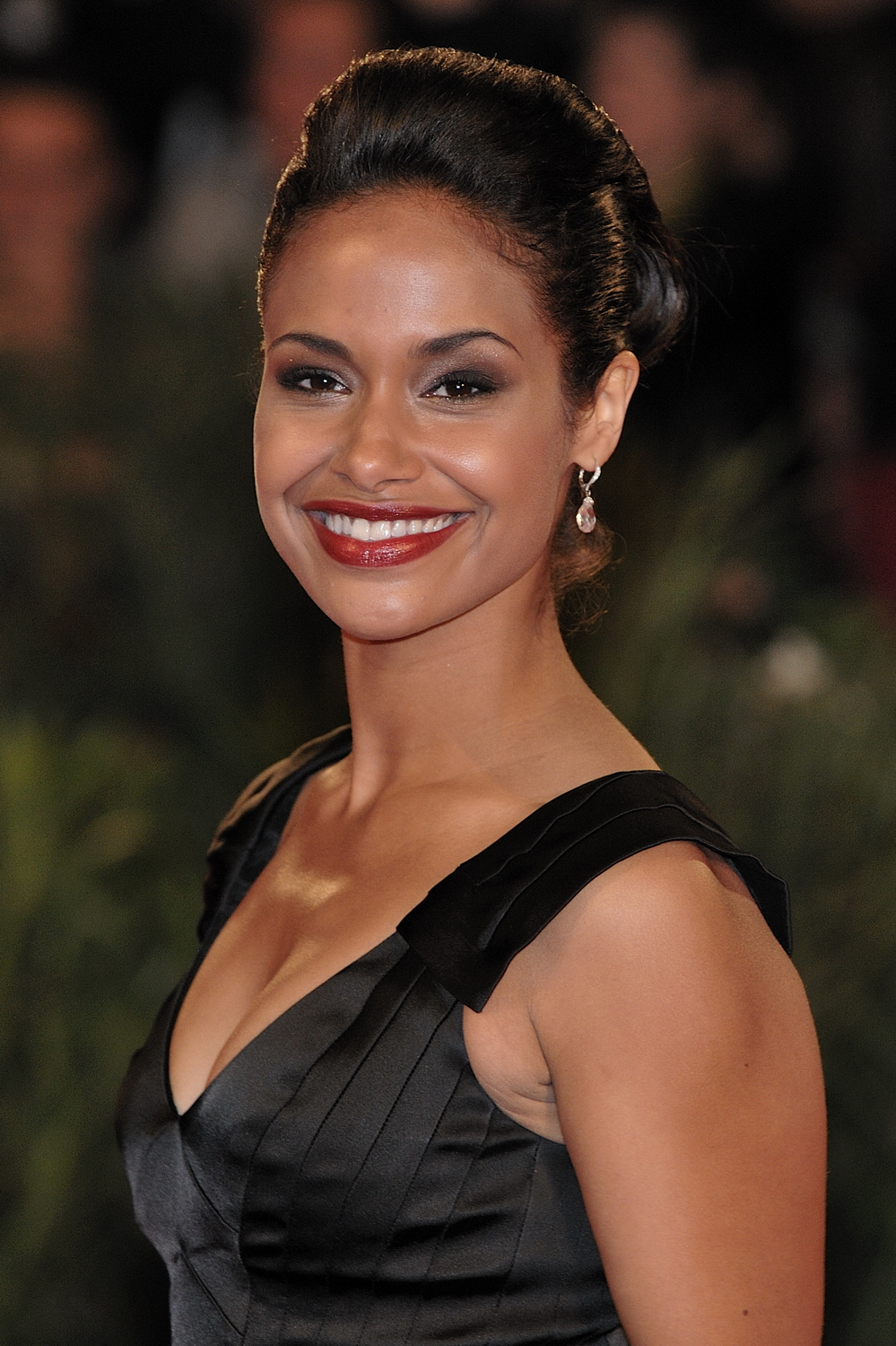
Shannon Kane (Filmfest Venedig 2009)

Shannon Kane (* 14. September 1986 in Kalamazoo, Michigan) ist eine US-amerikanische Schauspielerin und Model.

## Leben
Shannon Kane wuchs in ihrer Heimatstadt Kalamazoo auf. Mit sieben Jahren begann sie mit dem Tanzen. Sie begann nach ihrem Abschluss 2003 an der Portage Central mit Hilfe eines Stipendiums Tanz an der Western Michigan University zu studieren. Da die Universität allerdings professionelle Tänzer nicht unterstützte, brach sie ihr Studium ab, zog nach Chicago und begann als Model für Elite Model Management zu arbeiten. Sie posierte unter anderem für Magazine wie Cosmopolitan, Glamour und Teen Vogue.
Im Jahr 2006 debütierte sie als Schauspielerin in der Erfolgsfernsehserie CSI: Miami. Nach zwei kurzen Auftritten in Entourage und Schatten der Leidenschaft erhielt sie im Jahr 2008 die Rolle der Natalia Fowler, die sie von 2008 bis 2011 in 171 Folgen der Daily-Soap All My Children spielte. Seitdem war sie unter anderen in Filmen wie Blood and Bone, Gesetz der Straße – Brooklyn’s Finest und S.W.A.T.: Firefight zu sehen, bevor sie 2012 wiederum eine Hauptrolle in der Fernsehserie Hollywood Heights spielte. Von 2013 bis 2014 war sie in dem Spin-off zu Vampire Diaries, The Originals als Sabine zu sehen.

## Filmografie (Auswahl)
- 2006: CSI: Miami (Fernsehserie, Folge 5x08)
- 2007: Entourage (Fernsehserie, Folge 4x07)
- 2007: Schatten der Leidenschaft (The Young and the Restless, Fernsehserie, Folge 1x8579)
- 2008–2011: All My Children (Fernsehserie, 171 Folgen)
- 2009: Blood and Bone
- 2010: Gesetz der Straße – Brooklyn’s Finest (Brooklyn’s Finest)
- 2011: S.W.A.T.: Firefight
- 2012: The Collection
- 2012: Hollywood Heights (Fernsehserie, 23 Folgen)
- 2013–2014: The Originals (Fernsehserie, 10 Folgen)
- 2014: Seasons of Love (Fernsehfilm)
- 2018: Code Black (Fernsehserie, 3 Folgen)
- 2019: American Soul (Fernsehserie, 4 Folgen)
- 2020–2022: Terror Lake Drive (Fernsehserie, 7 Folgen)
- 2022–2023: The Game (Fernsehserie, 5 Folgen)
- 2022–2023: Reasonable Doubt (Fernsehserie, 19 Folgen)